# Psathyrometra congesta
Psathyrometra congesta (A. H. Clark, 1908),  è una specie di crinoide della famiglia Zenometridae. È una delle tre specie del genere Psathyrometra, insieme a Psathyrometra bigradata e Psathyrometra fragilis.

## Descrizione
La specie è stata osservata per la prima volta nel 1902 da alcuni studiosi a bordo del piroscafo statunitense Albatross, nelle zone delle Hawaii.  La sua caratteristica principale è la presenza dei cirri, che vengono usati per muoversi. Gli esemplari di Psathyrometra congesta sono diffusi principalmente nei mari delle Hawaii, a profondità che si aggirano intorno ai 960 metri.